# تابو (فیلم ۱۹۸۰)
تابو (به انگلیسی: Taboo) یک فیلم پورنوگرافی آمریکایی محصول سال ۱۹۸۰ با بازی کی پارکر است. این فیلم توسط هلن تری نوشته و تهیه شده و کردی استیونز تدوین و کارگردانی کرده‌است. این فیلم اولین قسمت از مجموعه ۲۳ قسمتی تا به امروز (از ۱۹۸۰ تا ۲۰۰۷) است.